# Oomph!
Oomph! (phát âm tiếng Đức: [uːmf]) là ban nhạc industrial metal đến từ Braunschweig, Đức. Nhóm thành lập vào năm 1989 tại Wolfsburg.

## Thành viên

### Hiện tại
- Dero Goi – Hát chính, bộ gõ, trống, sản xuất (1989–nay)
- Andreas Crap – Hát bè, guitar, bàn keyboard (1989–nay)
- Robert Flux – Hát bè, guitar bass, sampling (1989–nay)

## Danh sách album

### Album phòng thu
- Oomph! (1992)
- Sperm (1994)
- Defekt (1995)
- Wunschkind (1996)
- Unrein (1998)
- Plastik (1999)
- Ego (2001)
- Wahrheit oder Pflicht (2004)
- GlaubeLiebeTod (2006)
- Monster (2008)
- Des Wahnsinns fette Beute (2012)
- XXV (2015)
- Ritual (2019)